# Dražen Petrović

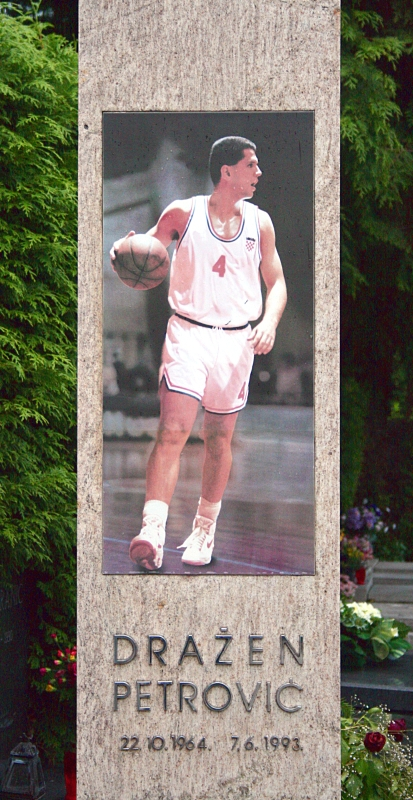
Grafsteen van Dražen Petrović

Dražen Petrović (Šibenik, 22 oktober 1964 – Denkendorf, 7 juni 1993) was een Kroatische basketbalspeler, die ook doorbrak in de Amerikaanse NBA-competitie en zo de weg bereidde voor vele Europese spelers na hem. Hij won met het nationale team ook drie Olympische medailles (eenmaal brons en tweemaal zilver) en één wereldkampioenschap. Aan zijn carrière kwam evenwel een abrupt einde toen hij omkwam in een verkeersongeval op een Duitse autosnelweg in Denkendorf nabij Ingolstadt.

## Biografie

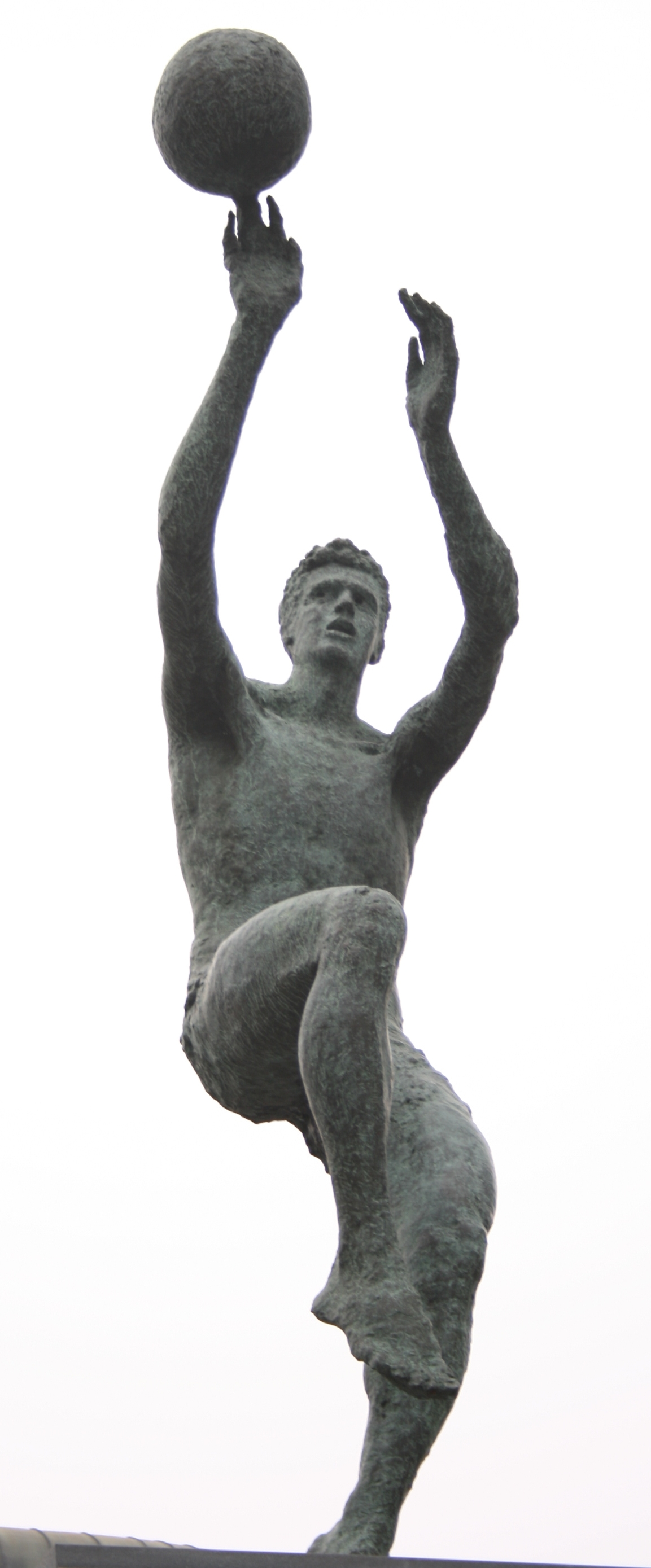
Beeld van Dražen Petrović

Hij werd geboren in Šibenik in het voormalige Joegoslavië. Op zijn vijftiende speelde hij reeds voor de eerste ploeg van het lokale basketbalteam KK Šibenka, dat toen net promoveerde naar de eerste divisie van de Joegoslavische basketballiga.
In 1982 en 1983 bereikte hij met dit team tweemaal de finale van de Korać Cup, waarin telkens verloren werd van het Franse Limoges CSP. Petrović speelde in die periode ook regelmatig in het nationale juniorenteam, waarmee hij in 1982 zilver behaalde op het Europese kampioenschap in Griekenland.
Na zijn dienstplicht ging hij, in navolging van zijn broer Aleksandar, spelen bij Cibona Zagreb. In het eerste seizoen (1985) bij Cibona won hij niet alleen de nationale titel en beker maar ook de Europese beker, dankzij een 87-78 overwinning op Real Madrid, waarin hij 39 punten maakte. Het jaar erna, in 1986, wonnen ze de beker opnieuw door Žalgiris Kaunas met sterspeler Arvydas Sabonis te verslaan in de finale. In 1987 wonnen ze een derde Europese titel, de Saporta Cup (Europese beker van bekerwinnaars) tegen Scavolini Pesaro; Petrović scoorde in de finale 28 punten. Met het nationale team van Joegoslavië won hij brons op de Olympische Zomerspelen van 1984 en zilver op de Spelen van 1988. Brons was er ook in het WK basketbal 1986 en het EK basketbal 1987.
Bij Cibona Zagreb behaalde Petrović indrukwekkende gemiddelden van 37,7 punten per wedstrijd in de Joegoslavische competitie en 33,8 in de Europese wedstrijden (met een recordscore van 62 punten in één match). In 1986 werd Petrović door de Portland Trail Blazers in de NBA draft gekozen, maar hij kreeg geen toelating om in Amerika te gaan spelen. In 1988 kon hij wel naar een andere Europese topclub, Real Madrid, waarmee hij meteen de Europese beker van bekerwinnaars won in 1989 tegen Snaidero Caserta, met een evenaring van zijn Europees record van 62 punten in de finale. In 1989 won hij ook met het nationale team het EK basketbal 1989 in eigen land door Griekenland in de finale te verslaan. Petrović was topscorer en meest waardevolle speler van het toernooi.
Na het eerste seizoen in Madrid besloot Petrović echter om toch naar de NBA te gaan; hij kocht zich vrij uit zijn contract bij Real Madrid en ging naar de Portland Trail Blazers voor het seizoen 1989-1990. Hij kon echter weinig spelen, omdat sterspelers Clyde Drexler en Terry Porter als achterspelers de voorkeur kregen. In dat eerste seizoen kon hij slechts 7,4 punten per wedstrijd scoren. Nadien werd hij met het Joegoslavische nationale team in Buenos Aires wel wereldkampioen dankzij een zege tegen de Sovjet-Unie in de finale.
In het volgende seizoen kreeg hij nog minder speeltijd bij de Trail Blazers, en kon op eigen verzoek halverwege het seizoen overstappen naar een andere club, de New Jersey Nets. Daar kreeg hij wel de kans om zich te bewijzen. In zijn eerste volledige seizoen bij de Nets, 1991-1992, werkte hij zich op tot leider van het team. Hij speelde in alle wedstrijden, scoorde gemiddeld 20,6 punten, en werd uitgeroepen tot MVP (meest waardevolle speler) van het team. Dankzij zijn bijdrage bereikten de Nets voor het eerst sinds jaren de NBA play-offs, net zoals in het volgende seizoen, waarin hij zijn gemiddelde nog verbeterde tot 22,3 punten per wedstrijd.
Op de Olympische Spelen van 1992 in Barcelona kon Kroatië voor het eerst als onafhankelijk land deelnemen; het was ook de eerste maal dat de Verenigde Staten een team van professionele NBA-spelers, het "Dream Team", naar de Spelen zonden. Kroatië bereikte de finale maar verloor daarin van het Dream Team, zodat Dražen en zijn teamgenoten met zilver genoegen moesten nemen.
In de zomer van 1993 speelde Petrović in Polen met het Kroatische team in een kwalificatietoernooi voor het Europese kampioenschap. Het was op de terugweg van dat toernooi dat Petrović omkwam in een auto-ongeval op een Duitse autosnelweg, in een wagen die bestuurd werd door zijn vriendin Klara Szalantzy, een Duitse basketbalspeelster en fotomodel; ze trouwde in 2001 met de Duitse voetballer Oliver Bierhoff.

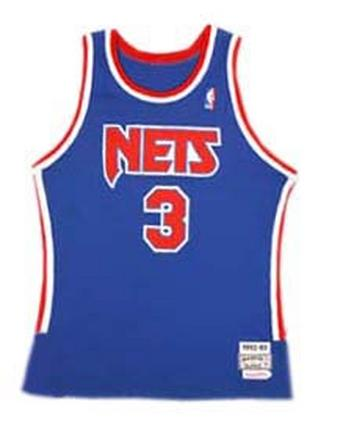
New Jersey Nets

Als eerbetoon aan Petrović werd zijn rugnummer, 3, door de New Jersey Nets teruggetrokken bij het begin van het seizoen 1993-1994. Er staat nu in Zagreb de Dražen Petrovi-basketbalhal. Petrović werd in 2002 opgenomen in de Basketball Hall of Fame.